# 프랑스의 선거

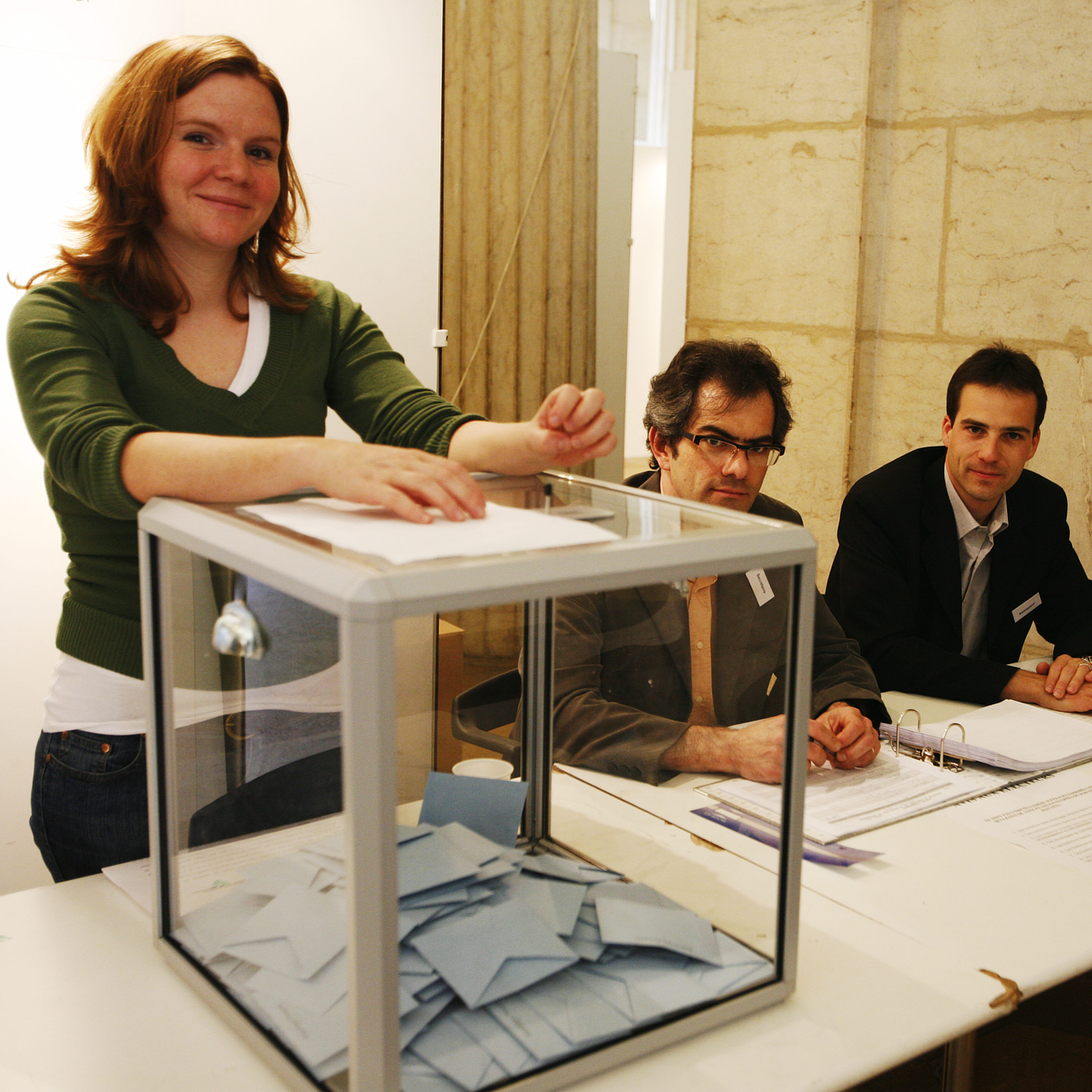
2007년 프랑스 대통령 선거 당시 투표소 내부 장면 : 선거 관리 및 표준 투명 투표함.

프랑스는 간접 민주제 국가이다. 입법부 및 행정부의 공무원은 시민에 의해 선출되거나 (직 간접적으로) 선출 된 공무원에 의해 임명된다. 특정 질문, 특히 헌법 수정과 관련된 문제에 대해 프랑스 시민과 직접 협의하기 위해 국민투표가 소집될 수도 있다.
프랑스는 국가 수반 인 대통령과 입법부를 국가 차원에서 선출한다.
- 대통령은 5년 임기(이전 7년)로 시민들이 직접 선출한다.
- 의회(Parlement) 두 개 가  있다.
  - 하원(Assemblée Nationale)에는 577명의 회원이 있으며, 단일 의석 선거구에서 5년 임기로 시민이 직접 선출했다.
  - 상원(Sénat)에는 348 명의 회원이 있으며 6년 임기로 선출되었다. 328명의 위원은 프랑스 본토의 96개 주에서 선출 된 대표로 구성된 선거인단에 의해 선출되며, 그중 8개는 다른 해외 주에서 선출되며 12 개는 해외 프랑스 시민 의회 (Assemblée des Français de l'étranger) 선출된다. 해외 프랑스 시민 고등위원회 (Conseil Supérieur des Français de l'Étranger) 해외에 거주하는 시민들이 선출 한 155명의 총회가 있다.

## 같이 보기
- 선거 제도